# Coeriana zopissa
Coeriana zopissa là một loài bướm đêm trong họ Noctuidae.